# Саранська печера
Саранська печера (рос. Саранская) — печера в Свердловській області Росії, на Уралі. Печера вертикального типу простягання. Загальна протяжність —  м. Глибина печери становить 50 м. Категорія складності проходження ходів печери — 1.